# 알라바스터

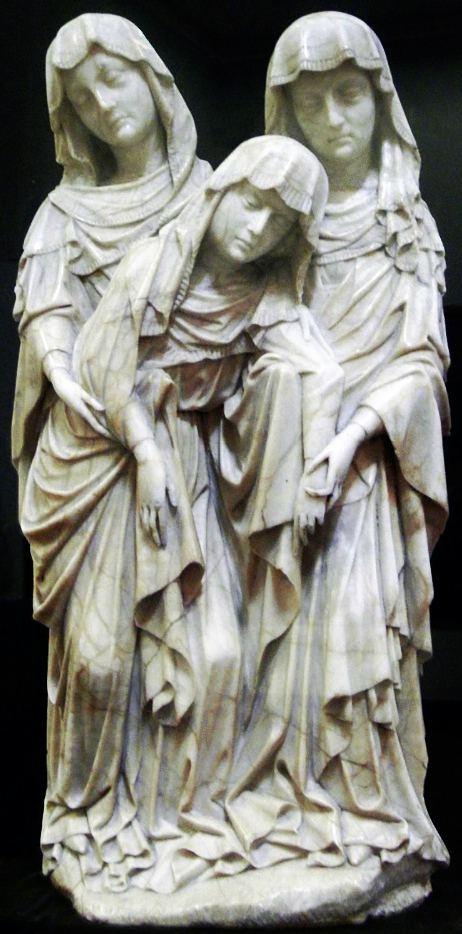
1430년경 만들어진 알라바스터 삼성모상.

알라바스터(alabaster)는 석고 또는 방해석을 실용재료로 사용할 때 부르는 명칭이다. 이집션 알라바스터 또는 오리엔탈 알라바스터는 지질학적으로 “크림색과 갈색이 소용돌이 띠를 이루는 무늬가 있는 석회암 석순”으로 정의되지만, 고대 이집트나 중근동에서 만들어진 알라바스터는 대개 방해석이었다. 중세 유럽에서 사용된 알라바스터는 석고였고, 현대에 사용되는 것들은 방해석이 많지만 석고도 함께 사용된다. 석고와 방해석 모두 물에 근소한 용해성을 가지고 있어서 가공이 쉽기에 다양한 예술품의 재료로 사용되었다. 물론 그만큼 풍화에 약하기에 대개 내부 장식물로서 제작 및 사용되었다.